# サリエル・ベレディイェスポル
サリエル・ベレディイェスポル・スポーツクラブ（Sarıyer Belediyesi Spor Kulübü）は、トルコのイスタンブールサリエルを本拠地とするスポーツクラブチームである。2024/25シーズンはトルコ女子バレーボールリーグ1部に所属している。

## 歴史
1990年設立。バレーボール部門の他にサッカー、バスケットボールなどのスポーツにもクラブがある。2009年にサリエル市の市長に選出されたシュクル・ゲンチ氏の支援を受けて地域カテゴリーへのリーグ参戦を果たし、2012/13シーズンにトルコ女子バレーボールリーグの1部に昇格。初年度は8位の成績を残した。2014/15シーズンのトルコリーグではレギュラーラウンドを10勝12敗の7位で通過しプレーオフへ進出し、最終順位は8位となった。2015/16シーズンはレギュラーラウンドを11勝11敗でプレーオフへ進出し、過去最高順位の7位で終えた。2016/17シーズンはトルコカップで5位に入ったが、レギュラーラウンドで最下位に沈み、プレーアウトで11位となった。その後、2017/18～2019/20にかけての3シーズンは2部のVoleybol 1. Ligiでリーグを戦い、2020/21シーズンに再び1部へ昇格。2021/22シーズンはレギュラーラウンドを7勝19敗で11位となった。2022/23シーズンはレギュラーラウンドを14勝12敗と勝ち越し、リーグを8位で終えた。

## 主な成績
トルコリーグ
- 2015/16シーズン - 7位
- 2012/13、2014/15、2022/23シーズン - 8位

 トルコカップ
- 2017年 - 5位
- 2023年 - 7位

## 登録選手
2024-25年シーズンの登録選手は次の通り。
| 背番号 | 国籍/名前          | ポジション           | 身長 | 備考       |
| ------ | ------------------ | -------------------- | ---- | ---------- |
| 1      | Tara Taubner       | オポジット           | 1.88 |            |
| 4      | Deniz Emrelli      | オポジット           | 1.87 |            |
| 5      | Buse Melis Cılkız  | リベロ               | 1.77 |            |
| 8      | Merve Çepni        | ミドルブロッカー     | 1.90 |            |
| 9      | Ezgi Akyaldız      | アウトサイドヒッター | 1.82 |            |
| 11     | Irem Cor           | セッター             | 1.80 |            |
| 13     | エマ・ストルニャク | ミドルブロッカー     | 1.88 |            |
| 15     | Natalia Krotkova   | アウトサイドヒッター | 1.85 |            |
| 16     | Kübra Evsen        | ミドルブロッカー     | 1.94 |            |
| 17     | Ceyda Aktaş        | アウトサイドヒッター | 1.94 | キャプテン |
| 18     | Arzum Tezcan       | セッター             | 1.80 |            |
| 19     | Damla Gül Çakan    | ミドルブロッカー     | 1.83 |            |
| 26     | Fatma Nur Yilmaz   | ミドルブロッカー     | 1.85 |            |
| 52     | Selen Naz Selçuk   | リベロ               | 1.75 |            |
| 77     | Eylül Durgun       | アウトサイドヒッター | 1.89 |            |

## 主な歴代所属選手
| - エスラ・ギュムシュ - ビュスラ・ジャンス - ギョズテ・ユルマズ - オズゲ・ユルトダギュレン - ベイザ・アルジュ - ハンデ・バラドゥン - ラケル・シルバ - リーガン・フッド - ニコル・フォーセット - アレクシス・クライムズ - シモーン・リー - プリシージャ・リベラ - アウレア・クルス - ブラックサイデス・カダンビ | - ヤイマ・オルティス - ユシディ・シリエ - イバナ・ジェリシロ - アレクサンドラ・ツルンチェヴィッチ - ティヤナ・マレセビッチ - エヴァ・ヤネヴァ - ドミニカ・ストルミロ - ミラ・トピッチ - キンバリー・ドレフニオク - ダヤナ・ボシュコヴィッチ - マリーナ・マルチェンコ - アイシャン・アブドゥラジモワ - アチャラポーン・コンヨット - チャッチュオン・モクシー |